# ۹۶۰ (قمری)
۹۶۰ (قمری)، نهصد و شصتمین سال در گاهشماری هجری قمری است. اول محرم این سال برابر با بیست و هشتم دسامبر سال ۱۵۵۲ میلادی است.